# Steve Laplante
Steve Laplante est un acteur et scénariste québécois, né le 13 juillet 1972 à Drummondville.

## Filmographie

### Acteur

#### Cinéma
- 2002 : Bijoux de famille (court métrage) : Steve
- 2003 : Ma voisine danse le ska (en) de Nathalie Saint-Pierre (en) : Père de Leica
- 2004 : Littoral de Wajdi Mouawad : Wahab
- 2006 : Transparence : Martin
- 2006 : Cheech de Patrick Sauvé : Jean-Marc Blanchette
- 2008 : La Ligne brisée de Louis Choquette : Jello
- 2008 : Avant-goût de printemps (court métrage) : Félix
- 2008 : Le Déserteur de Simon Lavoie : Alphonse Lortie, photographe
- 2011 : Paparmane (en) (court métrage) de Joëlle Desjardins Paquette (en) :
- 2015 : The Good Feelings de François Landry : Pierre
- 2016 : Une formalité de Pierre-Marc Drouin et Simon Lamarre-Ledoux : Rémy
- 2022 : Babysitter de Monia Chokri : Jean-Michel
- 2022 : Viking de Stéphane Lafleur : David
- 2022 : Les Tricheurs de Louis Godbout : André Plouffe
- 2023 : Simple comme Sylvain de Monia Chokri : Philippe
- 2023 : Vampire humaniste cherche suicidaire consentant de Ariane Louis-Seize

#### Télévision
- 1997 : Ces enfants d'ailleurs : Martin
- 2003 : Ramdam : Tommy Bleau
- 2007 : Les Hauts et les Bas de Sophie Paquin : Guillaume Payer
- 2009 : Aveux : Luc Desharnais
- 2010-2011 : Mirador : Alexandre Dalphond
- 2011 : Le Gentleman : Alain Thibodeau
- 2012 : Lance et compte (saison 8, La Déchirure) : William Jasmin
- 2012 : Tu m'aimes-tu ? : David Lamontagne
- 2013 : La Vie parfaite : Éric Pedneault
- 2014 : 30 vies (saison 8) : André Masson
- 2017 : Terreur 404 : Sylvain
- 2017 : Olivier (saison 1, épisode 5 : La Maison des amants) : Georges Dubreuil
- 2018- 2024:  Léo (saisons 1 à 5) : Chabot
- 2020 : Faits divers : Denis Fontaine
- 2022 : C'est comme ça que je t'aime : Gaëtan 2
- 2022 : Chouchou : Jeff
- 2023 : Inspirez expirez : Damien
- 2024 : Temps de chien (série télévisée) : Pascal

### Scénariste
- 2012 : Tu m'aimes-tu ? (série télévisée)
- 2018-2022 :  Léo (série télévisée) - 10 épisodes

### Distinctions
Gala Québec Cinéma 2023 : Prix Meilleure Interprétation Masculine (Premier rôle) pour Viking